# Аджена (мишена)
Мишената „Аджена“ (на английски: Agena Target Vehicle – ATV) е безпилотен космически апарат, използван от НАСА по време на програмата „Джемини“. Основната цел е отработване техниката по сближаване и скачване на космически апарати и промяна параметрите на орбитата, по която се движат, без което е невъзможно достигането до Луната по време на програмата Аполо.

## Описание
|                                          |  | Джемини 8 се скачва с Аджена. |
| Аджена, използвана при мисията Джемини 8 |  | Джемини 8 се скачва с Аджена. |

Всяка мишена се състои от горна степен Aджена-D, произведена от компанията Lockheed и скачващ адаптер, произведен от McDonnell. „Аджена“ се изстрелва от Кейп Канаверал, площадка LC-14 с помощта на ракета-носител Атлас, производство на Конвеър. Първата степен изгаря след отделянето си над Атлантическия океан, втората в района над остров Възнесение. Така „Аджена“ излиза на ниска околоземна орбита.
Корабът „Джемини“ се изстрелва от площадка LC-19 на Кейп Канаверал около 90 минути по-късно. Така започва техният съвместен полет, а по-късно се срещат и скачват. Скачени двата апарата изпълняват следните експерименти:
- Използване на „Аджена“ за стабилизация, като се спестява горивото на кораба „Джемини“;
- Използване на „Аджена“ за повишаване апогея на полета. Джемини 11 достига апогей 1372 км.
- При свързване на въже на двата апарата се постига ефекта на изкуствена гравитация.

## Резервна скачваща мишена (ATDA)
Резервната скачваща мишена (на английски: Augmented Target Docking Adapter (ATDA)) е производство на McDonnell. Предназначението и е ако основната мишена не успее да излезе в орбита по някаква причина да се изведе тя. Тя е конструирана с възел за скачване, но няма двигателната степен на Аджена. Тя е била използвана по време на мисия Джемини 9А, но мисията е отново неуспешна, тъй като не се отделя обтекателя на ракетата-носител и скачването с нея е невъзможно.

## Полети
| Мишена         | Мисия на „Джемини“Gemini mission | Старт                          | Завръщане                     | NSSDC ID  | Маса    | Бележка |
| -------------- | -------------------------------- | ------------------------------ | ----------------------------- | --------- | ------- | --- |
| GATV-5002      | Джемини 6                        | 25 октомври 1965 15:00:04 UTC  | 25 октомври 1965 15:06:20 UTC |           | 7190 кг | „Атлас-Аджена“ избухва по време на извеждането в орбита. Джемини 6А се среща с Джемини 7.                                                 |
| GATV-5003      | Джемини 8                        | 16 март 1966 15:00:03 UTC      | 15 септември 1967             | 1966-019A | 7000 кг | Постигнато е първото скачване, но съвместния полет е прекратен предсрочно. По-късно ATV се използва за вторична цел при мисия Джемини 10. |
| GATV-5004      | Джемини 9                        | 17 май 1966 15:12:00 UTC       | 17 май 1966 15:19:00 UTC      | -         | 7170 кг | Авария при старта. |
| ATDA No. 02186 | Джемини 9А                       | 1 юни 1966 15:00:02 UTC        | 11 юни 1966                   | 1966-046A | 1750 кг | Не е мишена „Аджена“. Успешна среща, но скачване не е осъществено поради неотделяне на конуса на ракетата-носител.                        |
| GATV-5005      | Джемини 10                       | 18 юли 1966 20:39:46 UTC       | 29 декември 1966              | 1966-065A | 7000 кг | „Повдига“ апогея на „Джемини 10“ на 763 км.                                                                                               |
| GATV-5006      | Джемини 11                       | 12 септември 1966 13:05:01 UTC | 30 декември 1966              | 1966-080A | 7000 кг | „Повдига“ апогея на „Джемини 11“ на 1372 км. Първа демонстрация на изкуствена гравитация.                                                 |
| GATV-5001A     | Джемини 12                       | 11 ноември 1966 19:07:58 UTC   | 23 декември 1966              | 1966-103A | 7000 кг | Не се извършва „повдигане“ на апогея поради авария в двигателя на „Аджена“. Експеримент „изкуствена гравитация“.                          |